# Polly Horvath
Pour les articles homonymes, voir Horvath.
 (avril 2024).
La mise en forme du texte ne suit pas les recommandations de Wikipédia : il faut le « wikifier ».
Les points d'amélioration suivants sont les cas les plus fréquents. Le détail des points à revoir est peut-être précisé sur la page de discussion.
- Les titres sont pré-formatés par le logiciel. Ils ne sont ni en capitales, ni en gras.
- Le texte ne doit pas être écrit en capitales (les noms de famille non plus), ni en gras, ni en italique, ni en « petit »…
- Le gras n'est utilisé que pour surligner le titre de l'article dans l'introduction, une seule fois.
- L'italique est rarement utilisé : mots en langue étrangère, titres d'œuvres, noms de bateaux, etc.
- Les citations ne sont pas en italique mais en corps de texte normal. Elles sont entourées par des guillemets français : « et ».
- Les listes à puces sont à éviter, des paragraphes rédigés étant largement préférés. Les tableaux sont à réserver à la présentation de données structurées (résultats, etc.).
- Les appels de note de bas de page (petits chiffres en exposant, introduits par l'outil «  Source ») sont à placer entre la fin de phrase et le point final[comme ça].
- Les liens internes (vers d'autres articles de Wikipédia) sont à choisir avec parcimonie. Créez des liens vers des articles approfondissant le sujet. Les termes génériques sans rapport avec le sujet sont à éviter, ainsi que les répétitions de liens vers un même terme.
- Les liens externes sont à placer uniquement dans une section « Liens externes », à la fin de l'article. Ces liens sont à choisir avec parcimonie suivant les règles définies. Si un lien sert de source à l'article, son insertion dans le texte est à faire par les notes de bas de page.
- La présentation des références doit suivre les conventions bibliographiques. Il est recommandé d'utiliser les modèles {{Ouvrage}}, {{Chapitre}}, {{Article}}, {{Lien web}} et/ou {{Bibliographie}}. Le mode d'édition visuel peut mettre en forme automatiquement les références.
- Insérer une infobox (cadre d'informations à droite) n'est pas obligatoire pour parachever la mise en page.

Pour une aide détaillée, merci de consulter Aide:Wikification.
Si vous pensez que ces points ont été résolus, vous pouvez retirer ce bandeau et améliorer la mise en forme d'un autre article.
Polly Horvath (née le 30 janvier 1957 à Kalamazoo, Michigan) est une auteure américano-canadienne de romans pour enfants et jeunes adultes. Elle a remporté le National Book Award for Young People's Literature en 2003 pour The Canning Season, publié par Farrar, Straus et Giroux. En 2010, elle a reçu le prix canadien Vicky Metcalf dédié à la littérature jeunesse.

## Biographie

### Enfance et formation
Polly Horvath naît le 30 janvier 1957 à Kalamazoo, Michigan. Sa mère, Betty Horvath, écrit des livres d'images. Son père, John Horvath, enseigne la biologie au lycée.
Elle débute l'écriture à l'âge de huit ans,. Elle commence à envoyer des livres à des éditeurs à l'âge de 14 ans. Plusieurs sont intéressés mais lui demandent de les réécrire. Sa mère finira par leur répondre que l'auteure n'est qu'une enfant.
À l'âge de 18 ans, elle part au Canada pour apprendre à enseigner le ballet. Elle fréquente le Canadian College of Dance à Toronto puis la Martha Graham School of Contemporary Dance à New York.

### Carrière
Tout en écrivant, elle occupe divers emplois, de l'enseignement de ballet à la dactylographie en passant par des missions en tant que serveuse ou nourrice.
Plusieurs opérations du genou la contraignent à ne plus danser bien qu'elle continue à enseigner le ballet.
À 23 ans, elle envoie An Occasional Cow à un éditeur. À la demande de ce dernier, elle passe sept ans à le réécrire avant qu'il ne soit finalement publié.
Elle enseigne le ballet encore trois années de plus avant de se consacrer uniquement à l'écriture. Une fois maman, elle écrit lorsque ses filles sont à l'école, de 9h30 à 14h ou 14h30, dans un bureau au sous-sol de sa maison donnant sur un verger,.
En 2002, elle remporte un Newbery Honor Book award pour Everything on a Waffle. Le livre raconte l'histoire de Primrose qui refuse de croire que ses parents se sont perdus en mer et qui trouve du réconfort auprès de son oncle et du propriétaire d'un étrange restaurant.
L'année suivante, The Canning Season remporte le National Book Award for Young People's Literature. Le roman, dédié aux 11-13 ans, raconte l'histoire hilarante mais non moins déchirante de deux enfants non désirés confiés à deux vieilles dames excentriques. « Une fois de plus, Horvath fait preuve d'un génie pour créer des familles multigénérationnelles et élargies de manière intéressante, et pour mélanger la comédie haute et basse dans un conte rempli de thèmes importants et d'événements qui changent la vie » peut-on lire dans Kirkus Reviews.
En 2010, l'ensemble de son œuvre est récompensé avec le Prix Vicky Metcalf.
En 2013, One Year in Coal Harbour est le lauréat du Prix TD de littérature jeunesse canadienne. L'auteure reçoit 30 000 $. Le livre raconte la suite de l'histoire de Everything on a Waffle.
Après une vingtaine de romans destinés aux adolescents, Polly Horvath publie en 2024 son premier livre d'images, Not a Smiley Guy, qui raconte les premières années d'un enfant nommé Ernest. Ses parents s'inquiètent car ce dernier ne sourit jamais. En désespoir de cause, ils lui offrent un éléphant nommé Marcia.

### Vie privée
Elle est mariée à Arnie Keller, professeur d'écriture, avec qui elle a deux filles : Emily et Rebecca Keller, âgées en 2002 de respectivement 15 et 12 ans. Elle vit à New York et à Montréal avant de s'installer à Metchosin dans le sud de l'île de Vancouver, en Colombie-Britannique, avec son mari et ses enfants,.

## Récompenses et honneurs
En 2002, Polly Horvath remporte un Newbery Honor Book award pour Everything on a Waffle.
En 2003, elle remporte le National Book Award for Young People's Literature pour The Canning Season.
En 2010, elle reçoit le prix Vicky Metcalf de littérature pour la jeunesse, qui est considéré comme la plus haute distinction pour les écrivains et illustrateurs canadiens de livres pour enfants.
Six des livres de Horvath sont des sélections de la Junior Library Guild : My One Hundred Adventures (2009), Northward to the Moon (2010), One Year in Coal Harbour (2013), The Night Garden (2017), Very rich (2018), et Pine Island Home (2020).
Ses livres figurent également sur de nombreuses listes des meilleurs livres de l’année :
- En 1999, The Horn Book Magazine désigne The Trolls comme l'un des meilleurs livres de fiction pour enfants de l'année[18].
- En 2003, The Horn Book Magazine désigne The Canning Season comme l'un des meilleurs livres de fiction pour enfants de l'année[18].
- En 2004, The Horn Book Magazine désigne The Pepins and their Problems comme l'un des meilleurs livres de fiction pour enfants de l'année[18].
- En 2008, Booklist et School Library Journal nomment My One Hundred Adventures comme l'un des meilleurs livres pour enfants de l'année[12].
- En 2013, le School Library Journal nomme One Year in Coal Harbour comme l'un des meilleurs livres pour enfants de l'année[14].

Ses livres sont traduits dans plus de vingt-cinq langues.

## Œuvres
- An Occasional Cow (1989)
- No More Cornflakes (1990)
- The Happy Yellow Car (1994)
- When the Circus Came to Town (1996)
- The Trolls (1999)
- Everything on a Waffle (2001)
- The Canning Season (2003)
- The Pepins and their Problems (2004)
- The Vacation (2005)
- The Corps of the Bare-Boned Plane (2007)
- My One Hundred Adventures (2008)
- Northward to the Moon (2010)
- Mr. and Mrs. Bunny—Detectives Extraordinaire! (2012)
- One Year in Coal Harbor (2012)
- Lord and Lady Bunny—Almost Royalty! (2014)
- The Night Garden (2017)
- Very rich (2018)
- Pine Island Home (2020)

- Not a Smiley Guy, illustré par Boris Kulikov (2024)

- Library Girl (2024)